# El ala rota
El ala rota es una novela gráfica publicada por primera vez en 2016 y es la otra cara de El arte de volar (2009). Las dos obras forman un díptico en el que los autores, Antonio Altarriba y Kim, repasan la historia política española del siglo XX desde el punto de vista de los españoles obligados a guardar silencio durante la dictadura franquista.

## Creación y trayectoria editorial
En su lecho de muerte, en 1998, donde empieza ‘El ala rota’, Altarriba descubrió que su madre no podía desdoblar ni estirar el brazo izquierdo. “¿Desde cuándo?”, le preguntó. “Desde siempre”, le respondió sin más detalles. Nadie de la familia, ni su padre, se dieron cuenta jamás. Perplejo, fue atando cabos y concluyó que tuvo que ser la secuela del arrebato paterno que a punto estuvo de machacar con una piedra la cabeza de la recién nacida (de ahí que la bautizaran Petra). Así, Petra Ordóñez, madre del guionista, nación en Pozuelo de la Orden (Valladolid) en 1918.
Aquello le dio al guionista la metáfora para el título de 'El ala rota', esperada novedad del Salón del Cómic de Barcelona. 
“No sé cómo pudo esconder y disimular esa invalidez toda la vida. Nunca se quejó. Luego piensas y ves que de niño me decía, “cógete de mi brazo”, “de este”, especificaba, y en las fotos siempre lo tenía doblado. Eso refleja ese anonimato y el silencio en que vivían las mujeres de su generación, que no le daban importancia a sus vidas, que no creían que debían ser contadas y que pasaron cuidando de los demás. Eran invisibles, como ella hizo invisible esa minusvalía. Son la trastienda de la historia”. 
El autor de 'Yo, asesino' denuncia la supeditación de nuestras madres y abuelas al poder masculino en la sociedad. Repasa pues la caída de la monarquía, la proclamación de la segunda república, la Guerra Civil, la Dictadura de Franco, el exilio y la Segunda Guerra Mundial.

## Argumento
La madre de Petra murió al dar a luz a su hija, y con la desgracia, su propio padre intentó matar a la niña. Desde entonces Petra tiene el brazo inmóvil. Ahora, en sus últimos días de vida, su hijo, Antonio Altarriba, descubre que ella lo ha mantenido en secreto. Cuando sus tres hermanos se fueron de casa, Petra se quedó sola con su padre, hombre buscabroncas, bebedor e irascible, al que cuidó ella a partir de sus 18 años durante un lustro cuando quedó paralítico tras una pelea, y hasta le salvó la vida durante la guerra civil cuando unos falangistas le buvinieron a buscar para darle el paseo por republicano. 
Tras la muerte del padre, Petra marchó a Zaragoza a servir de criada, y llegó a gobernanta en la Capitanía General para la familia del general Juan Bautista Sánchez, convencido monárquico, considerado por el régimen “blando y desafecto” y que más tarde, ya al frente de la Capitanía General de Cataluña. se negaría a sacar las tropas a la calle durante las huelgas de tranvías en Barcelona.
Petra tenía 30 años cuando conoció a Antonio, el padre del guionista, que había vuelto del exilio francés.

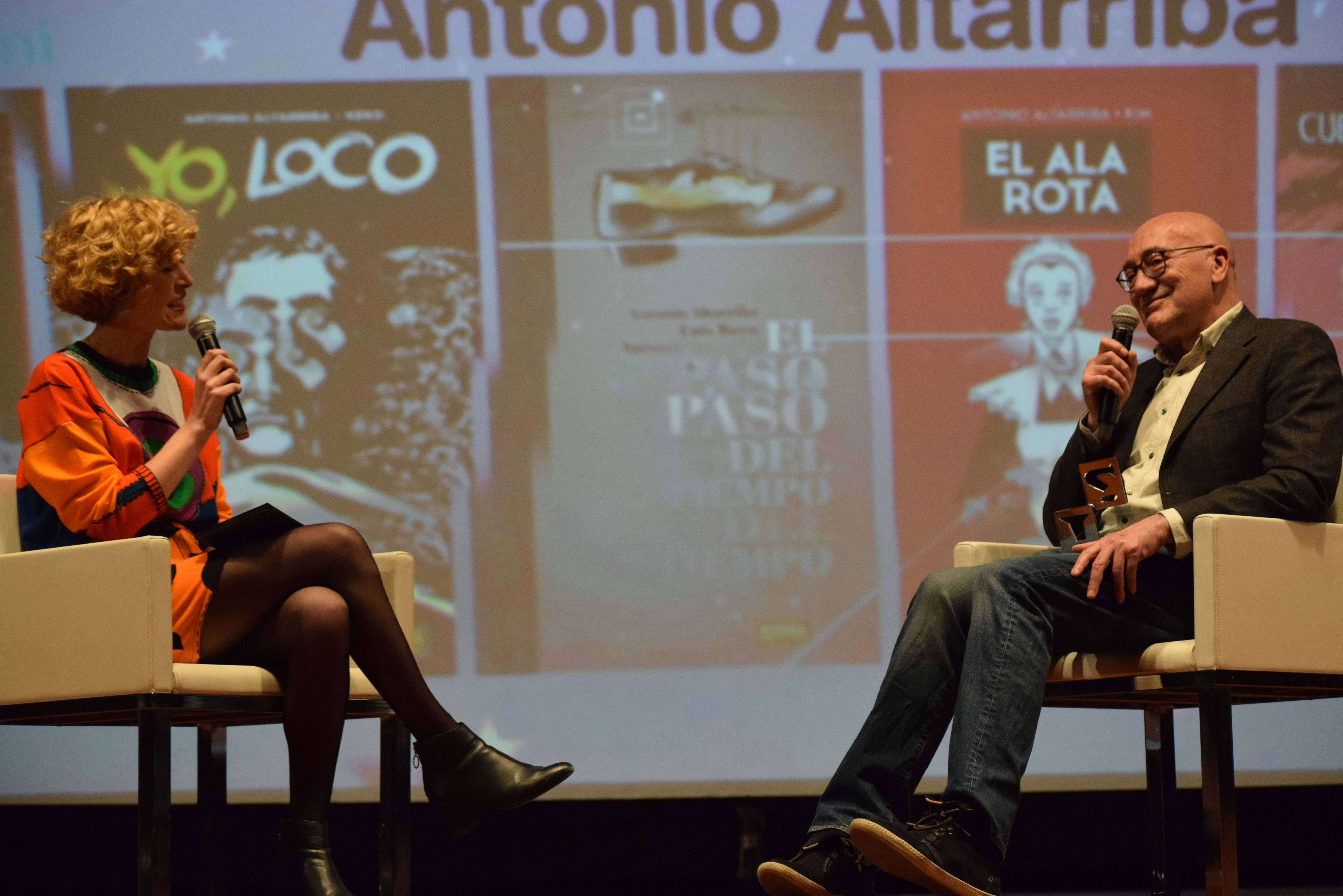
Altarriba a continuación de la entrega del premio
en la ed. del 2019 del Salón de Barcelona.

## Premios
- Expocómic 2014 Mejor Obra Nacional

- Premio al mejor guion en el Salón del Cómic de Zaragoza

- Premio Zona Cómic al mejor cómic nacional de 2016 por el CEGAL (Confederación Española de Gremios y Asociaciones de Libreros).

- Premio Splash 2017 mejor novela gráfica nacional